# Jaroslav Korbela
Jaroslav Korbela, češki hokejist, * 20. maj 1957, Češke Budejovice, Češka.
Korbela je v češkoslovaški ligi igral za kluba České Budějovice in Dukla Trenčín.
Za češkoslovaško reprezentanco je igral na Olimpijskih igrah 1984, kjer je bil dobitnik ene medalje, ter dveh svetovnih prvenstvih, kjer je bil dobitnik po srebrne in bronaste medalje.

## Pregled kariere (nepopoln)
Odebeljeno - reprezentančni nastopi, glej tudi Statistika pri hokeju na ledu.
| Moštvo           | Liga                 | Sezona |    | Redni del | Redni del | Redni del | Redni del | Redni del | Redni del |   | Končnica | Končnica | Končnica | Končnica | Končnica | Končnica |
| ---------------- | -------------------- | ------ | -- | --------- | --------- | --------- | --------- | --------- | --------- | - | -------- | -------- | -------- | -------- | -------- | -------- |
| Moštvo           | Liga                 | Sezona | OT | G         | P         | T         | +/-       | KM        | OT        | G | P        | T        | +/-      | KM       |          |          |
| Češkoslovaška    | Svetovno prvenstvo A | 81     |    |           |           |           |           |           |           |   |          |          |          |          |          |          |
| Češkoslovaška    | Svetovno prvenstvo A | 82     |    |           |           |           |           |           |           |   |          |          |          |          |          |          |
| České Budějovice | Češkoslovaška liga   | 86/87  |    | 42        | 11        | 15        | 26        |           | 24        |   |          |          |          |          |          |          |
| Skupaj           |                      |        |    | 42        | 11        | 15        | 26        |           | 24        |   |          |          |          |          |          |          |